# Acordulecera illota
Acordulecera illota – gatunek błonkówki z rodziny Pergidae.

## Taksonomia
Gatunek ten został opisany w 1906 roku przez Friedricha Konowa pod nazwą Acorduleceros illotus. Jako miejsce typowe podano  okolice rzeki Trombetas w mieście Oriximiná w brazylijski stan Pará. Syntypem jest samica. 

## Zasięg występowania
Ameryka Południowa, znany jedynie ze stanu Pará w płn. Brazylii.